# Tipula sjostedti
Tipula sjostedti är en tvåvingeart som beskrevs av Alexander 1924. Tipula sjostedti ingår i släktet Tipula och familjen storharkrankar. Inga underarter finns listade i Catalogue of Life.